# كيما
كيما (بالإنجليزية: Kemah, Texas)‏ هي مدينة تقع بولاية تكساس في شمال شرق الولايات المتحدة. تبلغ مساحة هذه المدينة 4.7 (كم²)، وترتفع عن سطح البحر 2 م، بلغ عدد سكانها 3334 نسمة في عام حسب إحصاء مكتب تعداد الولايات المتحدة .

## التركيبة السكانية
حدّد مكتب تعداد الولايات المتحدة بيانات التركيبة السكانية لكيما في تعداد الولايات المتحدة. في ما يلي، التركيبة السكانية حسب تعدادي 2000 و2010.

### تعداد عام 2000
بلغ عدد سكان كيما 2,330 نسمة بحسب تعداد عام 2000، وبلغ عدد الأسر 892 أسرة وعدد العائلات 566 عائلة مقيمة في المدينة. في حين سجلت الكثافة السكانية 469.8 نسمة لكل كيلومتر مربع (1,216.8/ميل2). وبلغ عدد الوحدات السكنية 1,075 وحدة بمتوسط كثافة قدره 216.7 لكل كيلومتر مربع (561.3/ميل2).
وتوزع التركيب العرقي للمدينة بنسبة 75.36% من البيض و3.82% من الأمريكيين الأفارقة و0.86% من الأمريكيين الأصليين و3.48% من الأمريكيين ذوي الأصول الآسيوية و15.79% من الأعراق الأخرى و0.69% من عرقين مختلطين أو أكثر و24.76% من الهسبانيون أو اللاتينيون من أي عرق.
بلغ عدد الأسر 892 أسرة كانت نسبة 37.7% منها لديها أطفال تحت سن الثامنة عشر تعيش معهم، وبلغت نسبة الأزواج القاطنين مع بعضهم البعض 49.7% من أصل المجموع الكلي للأسر، ونسبة 9.4% من الأسر كان لديها معيلات من الإناث دون وجود شريك، بينما كانت نسبة 4.4% من الأسر لديها معيلون من الذكور دون وجود شريكة وكانت نسبة 36.5% من غير العائلات. تألفت نسبة 29.6% من أصل جميع الأسر من عدة أفراد يعيشون في نفس المنزل ونسبة 3.6% كانت تتألف من شخص يعيش بمفرده يبلغ من العمر 65 عاماً أو أكثر. وبلغ متوسط حجم الأسرة المعيشية 2.61، أما متوسط حجم العائلات فبلغ 3.25.
بلغ العمر الوسطي للسكان 30.8 عاماً. وكانت نسبة 27.4% من القاطنين تحت سن الثامنة عشر، وكانت نسبة 11.6% بين الثامنة عشر والرابعة والعشرين عاماً، ونسبة 36.9% كانت واقعةً في الفئة العمرية ما بين الخامسة والعشرين والرابعة والأربعين عاماً، ونسبة 18% كانت ما بين الخامسة والأربعين والرابعة والستين، ونسبة 6.1% كانت ضمن فئة الخامسة والستين عاماً فما فوق. يوجد لكل 100 أنثى 115.1 ذكر، ويوجد لكل 100 أنثى في الثامنة عشر من عمرها فما فوق 114.2 ذكر.
بلغ متوسط دخل الأسرة في المدينة 51,620 دولارًا، أما متوسط دخل العائلة فبلغ 64,063 دولارًا. وكان متوسط دخل الذكور 50,061 دولارًا مقابل 31,953 دولارًا للإناث. وسجل دخل الفرد الخاص بالمدينة 23,373 دولارًا. وكانت نسبة 7.8% من العائلات ونسبة 8.2% من السكان تحت خط الفقر، وكان من هؤلاء نسبة 6.2% تحت سن الثامنة عشر ونسبة 10% في الخامسة والستين من العمر وما فوق.

### تعداد عام 2010
بلغ عدد سكان كيما 1,773 نسمة بحسب تعداد عام 2010، وبلغ عدد الأسر 644 أسرة وعدد العائلات 473 عائلة مقيمة في المدينة. في حين سجلت الكثافة السكانية 357.5 نسمة لكل كيلومتر مربع (925.9/ميل2). وبلغ عدد الوحدات السكنية 787 وحدة بمتوسط كثافة قدره 158.7 لكل كيلومتر مربع (411.0/ميل2).
وتوزع التركيب العرقي للمدينة بنسبة 83.87% من البيض و4.40% من الأمريكيين الأفارقة و0.34% من الأمريكيين الأصليين و6.09% من الأمريكيين ذوي الأصول الآسيوية و3.89% من الأعراق الأخرى و1.41% من عرقين مختلطين أو أكثر و17.65% من الهسبانيون أو اللاتينيون من أي عرق.
بلغ عدد الأسر 644 أسرة كانت نسبة 38% منها لديها أطفال تحت سن الثامنة عشر تعيش معهم، وبلغت نسبة الأزواج القاطنين مع بعضهم البعض 56.4% من أصل المجموع الكلي للأسر، ونسبة 11.3% من الأسر كان لديها معيلات من الإناث دون وجود شريك، بينما كانت نسبة 5.7% من الأسر لديها معيلون من الذكور دون وجود شريكة وكانت نسبة 26.6% من غير العائلات. تألفت نسبة 21% من أصل جميع الأسر من عدة أفراد يعيشون في نفس المنزل ونسبة 6.5% كانت تتألف من شخص يعيش بمفرده يبلغ من العمر 65 عاماً أو أكثر. وبلغ متوسط حجم الأسرة المعيشية 2.75، أما متوسط حجم العائلات فبلغ 3.18.
بلغ العمر الوسطي للسكان 37.6 عاماً. وكانت نسبة 24.9% من القاطنين تحت سن الثامنة عشر، وكانت نسبة 8.2% بين الثامنة عشر والرابعة والعشرين عاماً، ونسبة 28.3% كانت واقعةً في الفئة العمرية ما بين الخامسة والعشرين والرابعة والأربعين عاماً، ونسبة 29% كانت ما بين الخامسة والأربعين والرابعة والستين، ونسبة 9.6% كانت ضمن فئة الخامسة والستين عاماً فما فوق. وتوزع التركيب الجنسي للسكان بنسبة 50.3% ذكور و49.7% إناث.

## وصلات خارجية
- www.kemah-tx.gov
- The US50 - Cities and Towns in Texas State